# Mimagelasta grisescens
Mimagelasta grisescens là một loài bọ cánh cứng trong họ Cerambycidae.